# Мервайл Папела
Матондо-Мервайл Папела (англ. Matondo-Merveille Papela, нар. 18 січня 2001, Майнц, Німеччина) — німецький футболіст конголезького походження, центральний захисник клубу «Дармштадт 98».

## Ігрова кар'єра

### Клубна
Мервайл Папела народився у місті Майнц і є вихованцем місцевого клубу «Майнц 05», де з 2011 року футболіст грав у молодіжній команді. З 2019 року Папела виступає за другий склад команди у Регіональній лізі. Дебют за першу команду відбувся у січні 2021 року у виїздному матчі проти «Баварії».
У серпні 2022 року для набору ігрової практики Папела був відправлений у клуб Другої Бундесліги «Зандгаузен». Вже 28 серпня захисник зіграв першу гру у новій команді.
26 червня 2024 року підписав контракт з клубом «Дармштадт 98».

### Збірна
Маючи конголезьке походження, Папела почав виступи на міжнародному рівні у юнацьких збірних Німеччини. У 2018 році у складі збірної Німеччини (U-17) Мервайл Папела брав участь у юнацькому чемпіонаті Європи в Англії, де команда Німеччини вибула після групового турніру.